# Jean-Marc Makusu Mundele
Jean-Marc Mundele Makusu (Kinshasa, 1992. március 27. –) kongói válogatott labdarúgó.

## Pályafutása
Mundele a kongói New Bel'Or Sporting Club csapatában kezdett el futballozott, mikor leigazolta őt a belga Standard de Liège. 2014-ben fél évre kölcsönvette őt az Újpest FC. 2015 óta a kongói AS Vita Club játékosa. 2014 óta kongói válogatott.